# 陈幸琳
陈幸琳（1991年3月—），广东惠东人，中国象棋棋手、象棋女子特级大师。

## 生平
陈幸琳出生于广东惠东县稔山镇，7岁时开始学棋。2006年，她在全国象棋个人赛中位列女子组第6名，晋升为象棋大师。2012年获全国个人赛女子亚军。2013年，她在悉尼举办的亚洲象棋锦标赛上获女子亚军。2014年，获“杨官璘杯”全国象棋公开赛女子冠军。2015年，陈幸琳在全国个人赛上以11战积16分的成绩夺冠，晋升为女子特级大师。2016年，荣膺亚洲象棋锦标赛女子个人冠军。2017年，再夺亚洲象棋个人锦标赛女子冠军。同年，她又在第十三届全国运动会象棋比赛专业女子组中问鼎。2018年，第二次获“杨官璘杯”全国公开赛女子冠军。2022年，她连夺“宝安杯”女子象棋明星邀请赛冠军、“上海杯”象棋大师公开赛女子专业组冠军。同年，她在马来西亚古晋举办的世界象棋锦标赛中取得亚军。